# Capoelettore
Il termine capoelettore designa, soprattutto ad uso giornalistico, un attivista politico che opera sul territorio per raccogliere consenso elettorale, garantendo ad un candidato un pacchetto "sicuro" di voti.

## Caratteristiche
Il capoelettore si distingue, di norma, dai tradizionali militanti e attivisti politici, perché la sua opera propagandistica non è basata sulla piattaforma politica, programmatica e ideologica del candidato e del partito che rappresenta; piuttosto, il capoelettore svolge la sua opera per interessi di natura più personale e/o economici, legati a scambi di favore, raccomandazioni, fino a sconfinare nel vero e proprio voto di scambio o nella difesa di interessi illegali ad es. collegati alla malavita organizzata.
Un capoelettore può successivamente diventare a suo volta un candidato politico grazie alla forza del pacchetto di consensi elettorali raccolti negli anni.

## Inchieste giornalistiche
Il 4 marzo 2007, su Raitre, è andata in onda un documentario sull'argomento, a cura di Riccardo Iacona, nell'ambito della trasmissione "W l'Italia".